# 電離層聯接探測器
電離層聯接探測器（Ionospheric Connection Explorer、ICON）是一顆美國太空總署發射的衛星，旨在研究地球電離層的變化，電離層是大氣層高處的動態區域，下方的陸地天氣在此與上方的太空天氣相遇。電離層聯接探測器研究了地球天氣系統與太陽驅動的空間天氣之間的相互作用及這種作用如何驅動高層大氣的湍流。美國太空總署希望更了解這種動態，以減輕其對通訊、GPS訊號和整體技術的影響。電離層聯接探測器是美國太空總署探索者計畫的一部分，由加州大學柏克萊分校的太空科學實驗室運作。

## 歷史
電離層聯接探測器原定於2017年6月發射，但由於飛馬座運載火箭出現問題而一再推遲。電離層聯接探測器定於2018年10月26日發射，但發射時間已重新安排至2018年11月7日，並在發射前28分鐘再次推遲。2019年10月11日UTC02:00，電離層聯接探測器成功發射升空。
2022年11月25日，因不明原因與電離層聯接探測器意外失聯。2024年7月，在多次嘗試與衛星聯繫失敗後，任務正式結束。

## 外部連結
维基共享资源上的相關多媒體資源：電離層聯接探測器
- ICON website by NASA
- ICON website by University of California, Berkeley